# Rajdowe Mistrzostwa Węgier
Rajdowe Mistrzostwa Węgier (węg. Magyar ralibajnokság) – cykl rajdów samochodowych organizowany przez Magyar Nemzeti Autósport Szövetség (MNASZ). Mistrzostwa wyłaniają najlepszego kierowcę Węgier. Pierwsza edycja została zorganizowana w 1974 roku.

## Eliminacje w 2010
| Data               | Rajd                       | Nawierzchnia  | Długość   | Zwycięzca            |
| ------------------ | -------------------------- | ------------- | --------- | -------------------- |
| 26–28 marca        | 7. Start Autó Eger Rallye  | asfalt        | 162.35 km | György Aschenbrenner |
| 23–25 kwietnia     | 17. Miskolc Rally          | asfalt        | 109.59 km | György Aschenbrenner |
| 21–25 maja         | Salgó Gemer Rallye         | asfalt / żwir | 154.51 km | György Aschenbrenner |
| 18–20 czerwca      | Bükfürdő Rallye            | żwir          | 122.90 km | György Aschenbrenner |
| 17–18 lipca        | 17. Veszprém Rallye        | żwir          | 99.20 km  | János Tóth           |
| 20–21 września     | Prince Kazincbarcika Rally | asfalt        | 140.48 km | György Aschenbrenner |
| 15–17 października | 43. Allianz Rallye Pécs    | asfalt        | 158.49 km | Zsolt Kakuszi        |

## Mistrzowie

### Klasyfikacja generalna

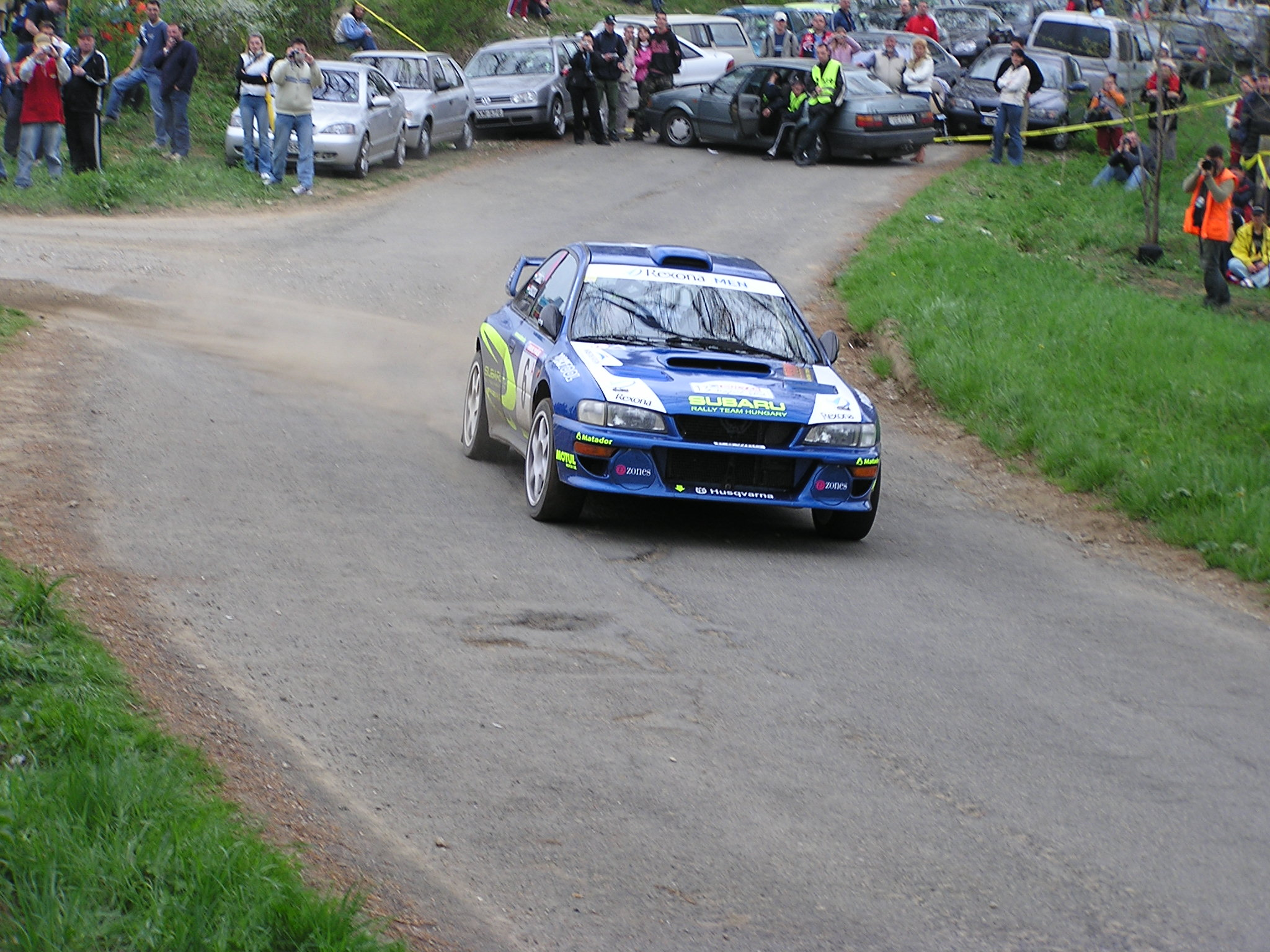
Norbert Herczig podczas Rajdu Miszkolc 2006.

| Sezon | Kierowca             | Pilot                     | Samochód                         | Zespół                           |
| ----- | -------------------- | ------------------------- | -------------------------------- | -------------------------------- |
| 1974  | Mihály Balatoni      | István Sándor             | Škoda                            | Volán SC                         |
| 1976  | Attila Ferjáncz      | Ferenc Iriczfalvy         | Renault 17 Gordini               | Volán SC                         |
| 1977  | Attila Ferjáncz      | János Tandari             |                                  | Volán SC                         |
| 1978  | Attila Ferjáncz      | János Tandari             | Renault 5 Alpine                 | Volán SC                         |
| 1979  | Attila Ferjáncz      | János Tandari             | Renault 5 Alpine                 | Volán SC                         |
| 1980  | Attila Ferjáncz      | János Tandari             | Renault 5 Alpine                 | Volán SC                         |
| 1981  | Attila Ferjáncz      | János Tandari             | Renault 5 Alpine                 | Volán SC                         |
| 1982  | Attila Ferjáncz      | János Tandari             |                                  | Volán SC                         |
| 1983  | János Hideg          | Zoltán Kecskeméti         | Łada                             | Kaposvári KSE                    |
| 1984  | János Hideg          | Attila Bán                | Łada                             | Volán-Surján SE                  |
| 1985  | Attila Ferjáncz      | János Tandari             |                                  | Váci AJ                          |
| 1986  | László Németh        | András Jójárt             |                                  | Váci AJ                          |
| 1987  | László Ranga         | Mihály Dudás              | Łada VFTS                        | Pannon Volán SC                  |
| 1988  | László Ranga         | Mihály Dudás              | Audi Quattro                     | Novotrade-Navigátor              |
| 1989  | György Selmeczi      | József Jutassy            | Audi Quattro                     | Novotrade-Navigátor              |
| 1990  | Attila Ferjáncz      | János Tandari             |                                  | Novotrade-Navigátor              |
| 1991  | László Ranga         | Ernő Büki                 | Lancia Delta Integrale           | MHB Rallye Team                  |
| 1992  | László Ranga         | Ernő Büki                 | Lancia Delta Integrale           | MHB Rallye Team                  |
| 1993  | László Ranga         | Ernő Büki                 | Lancia Delta Integrale           | Marlboro Rallye Team             |
| 1994  | László Ranga         | Ernő Büki                 | Lancia Delta Integrale           | Marlboro Rallye Team             |
| 1995  | János Tóth           | Ferenc Gergely            | Toyota Celica                    | Aral Colonia Rallye Team         |
| 1996  | János Tóth           | Ferenc Gergely            | Toyota Celica                    | Aral Colonia Rallye Team         |
| 1997  | János Tóth           | Ferenc Gergely            | Toyota Celica                    | Aral Colonia Rallye Team         |
| 1998  | Ferenc Kiss          | Ernő Büki                 | Subaru Impreza WRC               | Mol Rally Team                   |
| 1999  | Ferenc Kiss          | Ernő Büki                 | Subaru Impreza WRC               | Mol Rally Team                   |
| 2000  | János Tóth           | Imre Tóth                 | Peugeot 206 WRC                  | Symphonia Rally Team             |
| 2001  | János Tóth           | Imre Tóth                 | Peugeot 206 WRC                  | Symphonia Rally Team             |
| 2002  | János Tóth           | Imre Tóth                 | Peugeot 206 WRC                  | Bomba! Rally Team                |
| 2003  | Balázs Benik         | Pál Somogyi               | Ford Focus WRC                   | OMV Benik Rally Team             |
| 2004  | Tamás Turi           | István Kerék              | Škoda Octavia WRC                | Turi Rally Team                  |
| 2005  | János Tóth           | Bea Bahor                 | Peugeot 206 WRC                  | Peugeot-Total-Pirelli Rally Team |
| 2006  | Balázs Benik         | István Varga              | Ford Focus WRC                   | OMV Benik Rally Team             |
| 2007  | Balázs Benik         | István Varga              | Ford Focus WRC                   | OMV Benik Rally Team             |
| 2008  | Csaba Spitzmüller    | Miklós Kazár              | Mitsubishi Lancer WRC            | HELL Racing Team                 |
| 2009  | Norbert Herczig      | László Baranyai           | Subaru Impreza WRC               | Subaru Rally Team Hungary        |
| 2010  | György Aschenbrenner | Zsuzsa Pikó               | Mitsubishi Lancer Evo IX         | Asi Rally Club                   |
| 2011  | György Aschenbrenner | Zsuzsa Pikó               | Mitsubishi Lancer Evo IX R4      | Martevo Kft.                     |
| 2012  | Miklós Kazár         | Ramón Ferencz             | Mitsubishi Lancer Evo IX R4      | Maximmun Racing Team             |
| 2013  | Miklós Kazár         | Tamás Szőke               | Citroën Xsara WRC                | Maximmun Racing Team             |
| 2014  | Miklós Kazár         | Tamás Szőke Ramón Ferencz | Ford Fiesta R5 Ford Fiesta RRC   | Maximmun Racing Team             |
| 2015  | Norbert Herczig      | Bacigál Igor              | Škoda Fabia R5 Škoda Fabia S2000 | Škoda Rally Team Hungaria        |
| 2016  | Norbert Herczig      | Bacigál Igor              | Škoda Fabia R5                   | Škoda Rally Team Hungaria        |
| 2017  | Norbert Herczig      | Bacigál Igor              | Škoda Fabia R5                   | Škoda Rally Team Hungaria        |
| 2018  | András Hadik         | Bacigál Igor Attila Deák  | Ford Fiesta R5                   | Performance Racing Kft.          |
| 2019  | Ferenc Vincze jun.   | Bacigál Igor              | Škoda Fabia R5                   | Korda Racing Kft                 |

### Grupa A

#### A8
| Sezon | Kierowca             | Pilot            | Samochód                 | Zespół               |
| ----- | -------------------- | ---------------- | ------------------------ | -------------------- |
| 2000  | János Tóth           | Imre Tóth        | Peugeot 206 WRC          | Symphonia Rally Team |
| 2001  | János Tóth           | Imre Tóth        | Peugeot 206 WRC          | Symphonia Rally Team |
| 2002  | Gergely Borsi        | András Diebel    | Mitsubishi Lancer Evo VI | Szerpen Team AMSE    |
| 2003  | György Aschenbrenner | Csaba Földesi    | Mitsubishi Lancer Evo VI | V-Max Asi Rally Club |
| 2004  | György Aschenbrenner | Nándor Percze    | Mitsubishi Lancer Evo VI | V-Max Asi Rally Club |
| 2005  | Dávid Botka          | Krisztián Gabura | Mitsubishi Lancer Evo VI | Botka Sport Club     |

#### A7
| Sezon | Kierowca       | Pilot            | Samochód              | Zespół                      |
| ----- | -------------- | ---------------- | --------------------- | --------------------------- |
| 1995  | Ferenc Kiss    | Péter Németh     | Opel Kadett GSI       | Geotim Rallye Team          |
| 1996  | Tamás Turi     | Imre Tóth        | Nissan Sunny          | KOKO Motorsport             |
| 1997  | Tamás Turi     | Imre Tóth        | Nissan Sunny GTi      | KOKO Motorsport             |
| 1998  | Tamás Turi     | Imre Tóth        | Nissan Almera Kit Car | KOKO Motorsport             |
| 1999  | Róbert Bútor   | Attila Táborszki | Ford Escort RS 2000   | Totál Érdi Rallye Team      |
| 2000  | Rajmund Fülöp  | Ramón Ferencz    | Škoda Octavia Kit Car | HUNGAROWEISS-F-F Rally Team |
| 2001  | Gergely Szabó  | Attila Takács    | VW Golf Kit Car       | Budaörs Motorsport          |
| 2002  | Zoltán Ábrahám | Gábor Tóth       | Renault Mégane Coupé  | D-VID Motorsport            |
| 2003  | Tamás Tárnok   | Mátyás Herr      | Renault Mégane Maxi   | TT Racing ASE               |
| 2004  | Tamás Tárnok   | Mátyás Herr      | Renault Mégane Maxi   | TT Racing ASE               |
| 2005  | Tamás Tárnok   | Mátyás Herr      | Renault Mégane Maxi   | TT Racing ASE               |
| 2006  | József Rádli   | László Popovics  | Peugeot 306 S16       | Servico Rali Team           |
| 2009  | Barna Kőváry   | Zsolt Tóth       | Renault Clio R3       | Autó-Mata SE                |

#### A5
| Sezon | Kierowca             | Pilot         | Samochód | Zespół |
| ----- | -------------------- | ------------- | -------- | ------ |
| 1999  | György Aschenbrenner | Nándor Percze | Suzuki   |        |
| 2000  | György Aschenbrenner | Nándor Percze | Suzuki   |        |

### Grupa N
| Sezon | Kierowca             | Pilot                         | Samochód                 | Zespół                |
| ----- | -------------------- | ----------------------------- | ------------------------ | --------------------- |
| 1988  | László Oroszlán      | Tibor Oroszlán                | Toyota Corolla           | Novotrade – Navigátor |
| 1989  | Tibor Érdi           | Borbély                       | Mazda                    | Mikron SC             |
| 1990  | Mihály Tóth          | József Házi                   | Lancia                   | Elastic SE            |
| 1991  | László Oroszlán      | Tibor Oroszlán                | Mitsubishi Galant        | Rawex SC              |
| 1992  | Imre Maksa           | Norbert Vass                  | Toyota Celica            | Hód Rallye Team       |
| 1993  | László Oroszlán      | Tibor Oroszlán                | Mitsubishi Galant        | Rawex SC              |
| 1994  | Tibor Gerencsér      | Zoltán Bathó                  | Ford Escort              | Áfor SC               |
| 1995  | Tibor Érdi           | István Varga                  | Mazda 323 GTR            | Érdi Rally Team       |
| 1996  | Tibor Érdi           | László Penderik               | Ford Escort              | H&T Rally Sport Club  |
| 1997  | László Vizin         | László Gönczi                 | Ford Escort              | Bajai Vizügy SC       |
| 1998  | Krisztián Hideg      | Péter Tajnafői                | Ford Escort              | For Art Motorsport    |
| 1999  | István Elek          | Sándor Iványi                 | Mitsubishi Lancer        | Rawex SC              |
| 2000  | Tamás Tagai          | Róbert Tagai                  | Mitsubishi Lancer Evo V  | Intermédia Motorsport |
| 2001  | György Aschenbrenner | Tibor Koronczai               | Mitsubishi Lancer Evo V  | Laky Club             |
| 2002  | György Aschenbrenner | Tibor Koronczai Csaba Földesi | Mitsubishi Lancer Evo V  | V-Max Laky Club       |
| 2003  | Csaba Spitzmüller    | Zsolt Harsányi                | Mitsubishi Lancer Evo VI | Pacot Car Motorsport  |
| 2004  | Csaba Spitzmüller    | Bea Bahor                     | Mitsubishi Lancer Evo VI | Pacotti Motorsport    |
| 2005  | Csaba Spitzmüller    | Gergely Szabó                 | Mitsubishi Lancer Evo VI | Budaörs ASC           |
| 2006  | Mihály Matics        | Attila Vinoczai               | Mitsubishi Lancer Evo VI | Visual Racing Kft.    |

#### N2
| Sezon | Kierowca      | Pilot           | Samochód           | Zespół                               |
| ----- | ------------- | --------------- | ------------------ | ------------------------------------ |
| 2008  | Zsolt Hoffer  | Zoltán Lendvai  | Suzuki Swift Sport | Budapesti Rendészeti SE              |
| 2009  | Miklós Magyar | Annamária Budai | Suzuki Swift Sport | Magyar Autó- és Motorsport Egyesület |

#### N1
| Sezon | Kierowca      | Pilot                 | Samochód           | Zespół                  |
| ----- | ------------- | --------------------- | ------------------ | ----------------------- |
| 1991  | Csaba Szabó   | Tamás Simon           | Trabant            | Flotta – Press ASC      |
| 1995  | Ferenc Juhász | János Gubrán          | Suzuki Swift       | Gubró ASE               |
| 1996  | Sándor Ollé   | Zsolt Lukács          | Suzuki Swift GTi   | Ollé – Kiss Rallye Team |
| 1997  | Tamás Bereczk | Zsolt Traumi          | Nissan Sunny GTi   |                         |
| 1998  | Gábor Takács  | Csaba Ács Raymund Kem | Peugeot 205 Rallye | Aquincum Racing Team    |
| 1999  | Gergely Borsi | Attila Visi           | Suzuki Swift GTi   | El-Ton VGSE             |

### Grupa H
| Sezon | Kierowca       | Pilot                      | Samochód        | Zespół               |
| ----- | -------------- | -------------------------- | --------------- | -------------------- |
| 1998  | Gábor Koch     | Szabolcs Ódor              | Opel Kadett GSi | Ritmus ASE           |
| 1999  | Gábor Koch     | Szabolcs Ódor              | Opel Kadett GSi | Ritmus ASE           |
| 2000  | Gábor Koch     | Szabolcs Ódor              | Opel Kadett GSi | Ritmus ASE           |
| 2001  | Gábor Koch     | Szabolcs Ódor              | Opel Kadett GSi | Ritmus ASE           |
| 2002  | Péter Osváth   | Csaba Nemes                | Łada VFTS       | Dodo ASE             |
| 2003  | István Pethő   | Tibor Lovász               | Łada VFTS       | Dynamic Rally Team   |
| 2004  | Mihály Matics  | Tibor Tóth                 | Łada VFTS       | Visual Technika Kft. |
| 2005  | Péter Osváth   | Norbert Árva Attila Kovács | Łada VFTS       | Visual Technika Kft. |
| 2006  | Gábor Fenyvesi | Imre Gyöngy                | Łada VFTS       | Visual Racing Kft.   |

### Super 1600

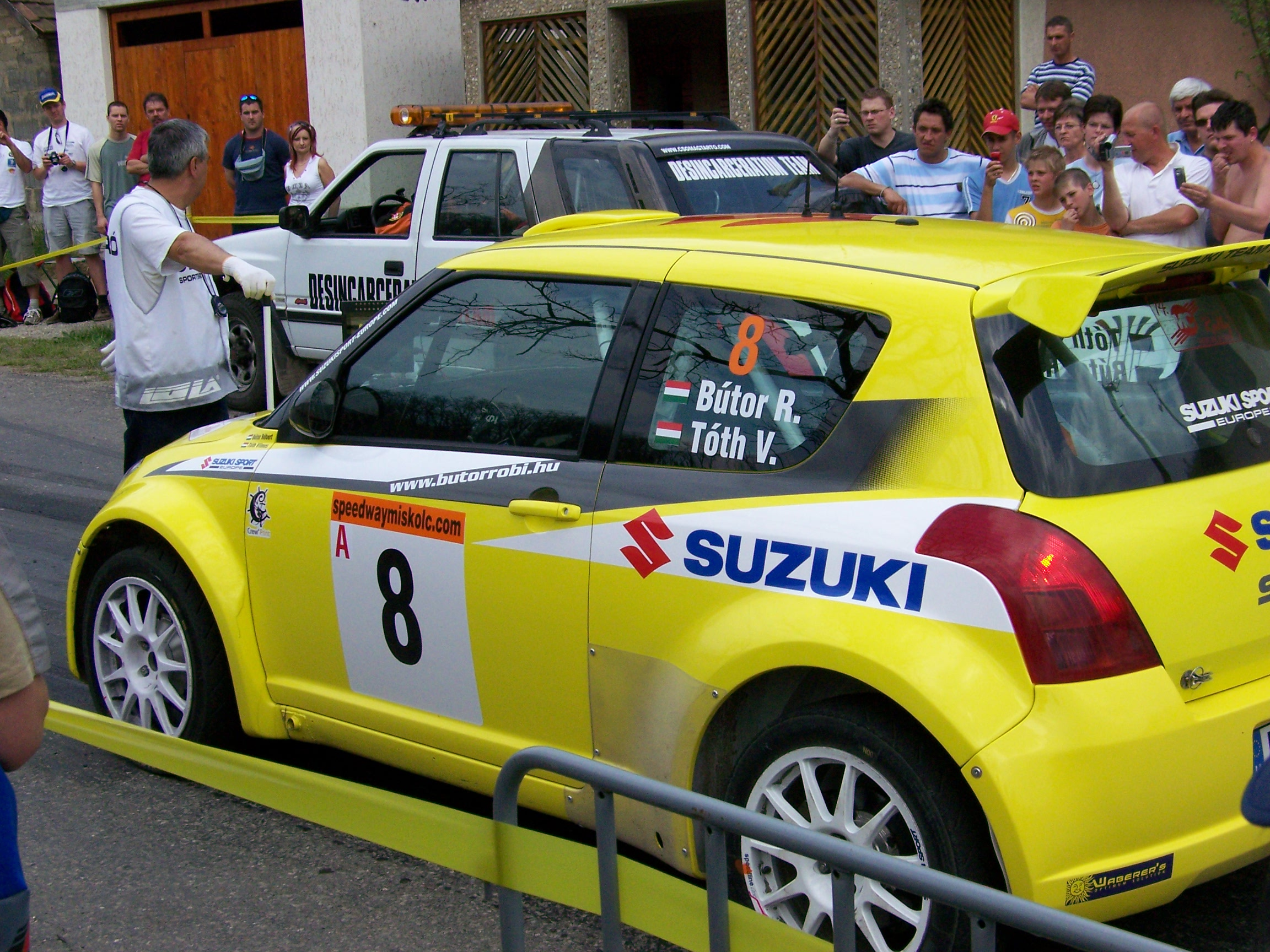
Róbert Bútor podczas Rajdu Eger 2007.

| Sezon | Kierowca      | Pilot         | Samochód                                      | Zespół                   |
| ----- | ------------- | ------------- | --------------------------------------------- | ------------------------ |
| 2004  | Róbert Bútor  | Vilmos Tóth   | Citroën Saxo Super1600                        | Citroën-Total Rally Team |
| 2005  | Péter Keller  | Gábor Spitzer | Suzuki Ignis Super1600                        | Suzuki Ász               |
| 2006  | Róbert Bútor  | Vilmos Tóth   | Suzuki Ignis Super1600 Suzuki Swift Super1600 | Bútor Rally Team         |
| 2007  | Róbert Bútor  | Vilmos Tóth   | Suzuki Swift Super1600                        |                          |
| 2008  | Zsolt Kakuszi | Csaba Kakuszi | Renault Clio Super1600                        | Maxx Rally Team          |
| 2008  | Sándor Ollé   | Janek Czakó   | Suzuki Swift Super1600                        | Aquis Suzuki Treff MSE   |